# Sue Hendrickson
Susan Hendrickson (nascida em 2 de dezembro de 1949) é uma exploradora americana e coletora de fósseis. Hendrickson é mais conhecida por sua descoberta dos restos de um tiranossauro rex em Dakota do Sul em 12 de agosto de 1990 na reserva do rio Cheyenne. Sua descoberta é o esqueleto mais completo de tiranossauro conhecido pela ciência. O esqueleto agora é conhecido como "Sue" em homenagem a ela. Está em exibição no Field Museum em Chicago, Illinois. Ela também encontrou outros fósseis e artefatos importantes em todo o mundo.

## Primeiros anos
Hendrickson nasceu em Chicago, Illinois, filha de Lee e Mary Hendrickson; sua família logo se mudou para a vizinha Munster, Indiana, onde ela cresceu. Ela tem dois irmãos: um irmão mais velho, John, e uma irmã mais nova, Karen. Seu pai foi um bem-sucedido agente de compras de ferrovias, enquanto sua mãe trabalhava na American Airlines.
Em 1955, Hendrickson foi matriculada na escola primária pública de Munster, sendo frequentemente elogiada por seus professores como "uma boa aluna e uma criança obediente". No entanto, ela acabou ficando entediada com a escola em Munster e, aos 16 anos, conseguiu convencer seus pais a deixá-la ficar com sua tia na Flórida, onde ela se matriculou em uma escola de segundo grau em Fort Lauderdale . Uma adolescente aventureira e rebelde, Hendrickson nunca concluiu o ensino médio, abandonando-o aos 17 anos para se mudar com o namorado antes de se estabelecer na Flórida, onde foi contratada por  mergulhadores profissionais num negócio de peixes de aquário. Uma nadadora de alto desempenho, parte da equipe de natação de sua escola, Hendrickson aprendeu rapidamente a mergulhar e começou a coletar peixes tropicais em Florida Keys para vender a aquaristas e lojas de animais.
Além de seu trabalho como mergulhadora, Hendrickson também trabalhava parte do ano como pescadora de lagostas e ocasionalmente tirava férias de verão para se voluntariar em escavações paleontológicas. Mais tarde, ela se mudou para Seattle, obteve um diploma de equivalência de estudos, e considerou se matricular na Universidade de Washington para se formar em biologia marinha, mas decidiu deixar Seattle depois de um ano e voltar para a Flórida para seguir sua carreira de mergulhadora.

## Carreira
Em 1963, Hendrickson tinha um grande círculo de amigos no ramo do mergulho e, um dia, foi convidada a participar de uma expedição de salvamento em Florida Keys, que ela empreendeu com entusiasmo. Seu trabalho era recuperar valiosos materiais de construção que estavam armazenados em um cargueiro que encalhou em um recife de coral . Enquanto continuava seu trabalho de salvamento, Hendrickson logo se viu explorando antigos naufrágios, indo mais tarde para a República Dominicana . Ficou fascinada por trabalhar na companhia de arqueólogos e apaixonou-se pelo país, visitando a ilha com frequência.
Em meados da década de 1980, Hendrickson também tentou minerar âmbar nas montanhas dominicanas. Ela havia se tornado uma das maiores fornecedoras de âmbar para os cientistas. Hendrickson também encontrou três borboletas perfeitas de 23 milhões de anos, que representam metade da coleção total do mundo. Embora ela achasse o trabalho muito monótono para prosseguir em tempo integral, escrevendo que "Você poderia cavar por meses e não encontrar nada nas cavernas dominicanas", ela continuou estudando paleoentomologia, tornando-se uma especialista na identificação de insetos fossilizados.

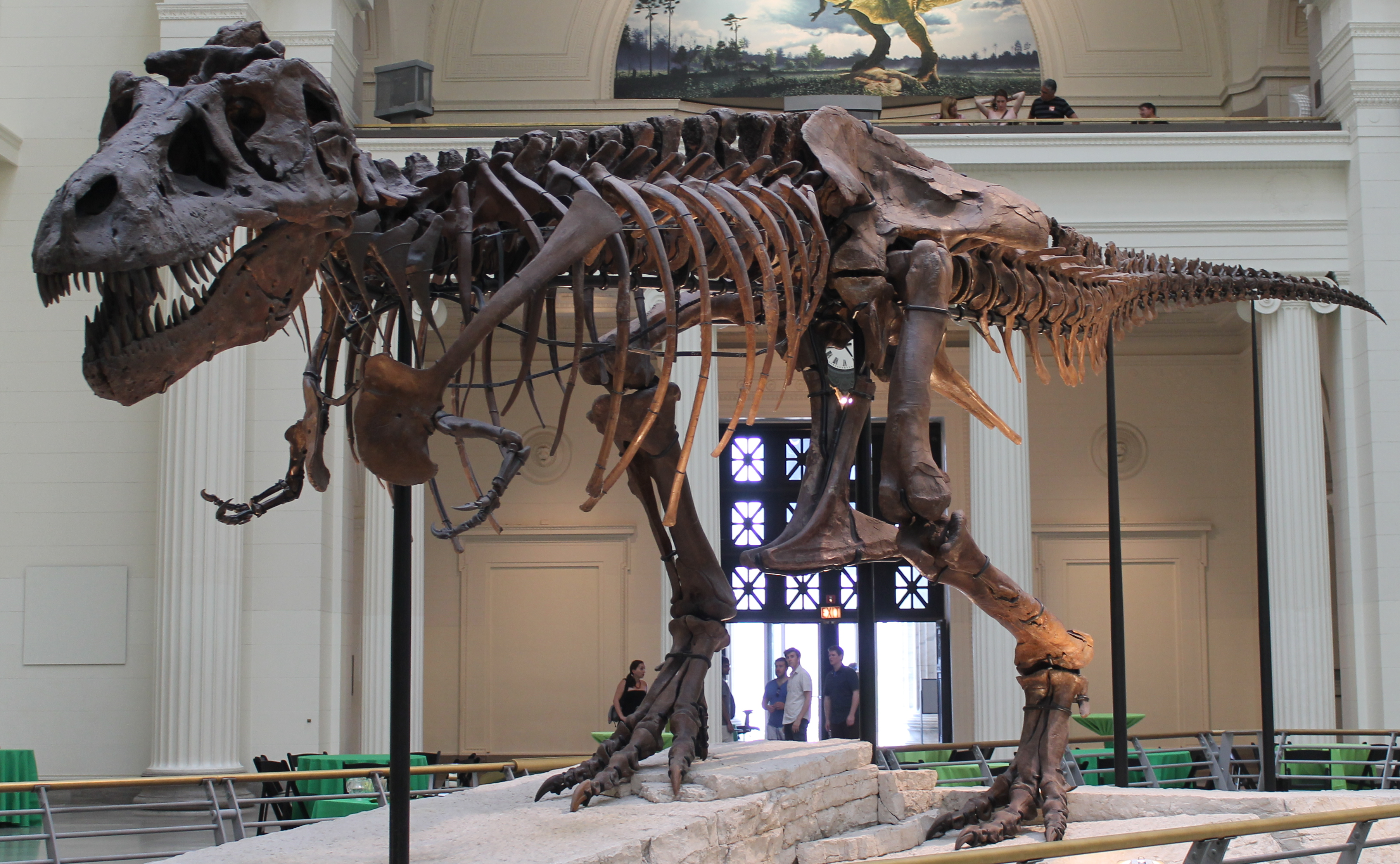
Espécime de T. rex descoberto por Sue Hendrickson

Ela também conheceu o paleontólogo suíço Kirby Siber, que permitiu que ela se juntasse à sua equipe composta pelos paleontólogos Carlos Martin e Peter Larson . O grupo começou a escavar fósseis de baleias do Mioceno em um antigo fundo do mar no Peru, e Hendrickson se juntou à equipe por vários verões, descobrindo golfinhos, focas e tubarões fossilizados. Mais tarde, ela acompanhou Larson no Instituto Black Hills em Dakota do Sul. Nessa época, a paleontologia havia se tornado sua principal paixão. Em 12 de agosto de 1990, enquanto examinava um penhasco em Dakota do Sul com uma equipe do Black Hills Institute, ela descobriu um espécime de Tyrannosaurus rex - o maior, mais completo e mais bem preservado T. rex já encontrado. O espécime foi mais tarde nomeado "Sue" em sua homenagem.
Em 1992, Hendrickson se juntou a uma equipe de arqueólogos marinhos chefiada por Franck Goddio . Com eles, ela participou de expedições de mergulho, as mais notáveis das quais foram aos aposentos reais de Cleópatra e à frota perdida de Napoleão Bonaparte na Batalha do Nilo .
Em 2005, a revista Glamour a homenageou em seu prêmio "Glamour Woman of the Year". Em 2010, ela publicou uma autobiografia intitulada Hunt for the Past: My Life as an Explorer (New York, NY: Scholastic, Inc). Em 2008, ela foi destaque no capítulo "Dare to Explore" da National Geographic Kids .
Hendrickson recebeu um Ph.D. honorário. pela Universidade de Illinois em Chicago em 2000.